# Liste der Monuments historiques in Cadarsac
Die Liste der Monuments historiques in Cadarsac führt die Monuments historiques in der französischen Gemeinde Cadarsac auf.

## Liste der Bauwerke
| Bezeichnung       | Beschreibung              | Standort | Kennzeichnung | Schutzstatus | Datum | Bild |
| ----------------- | ------------------------- | -------- | ------------- | ------------ | ----- | ---- |
| Kirche St-Eulalie | Erbaut im 12. Jahrhundert | (Lage)   | PA00083496    | Inscrit      | 1925  |      |